# USS Boston (SSN-703)
Za druga plovila z istim imenom glejte USS Boston.
USS Boston (SSN-703) je bila jedrska jurišna podmornica razreda los angeles.